# A' katīgoria (pallavolo maschile)
L'A' katīgoria è la massima serie del campionato cipriota di pallavolo maschile: al torneo partecipano otto squadre di club cipriote e la squadra vincitrice si fregia del titolo di campione di Cipro.

## Albo d'oro
| Anno             | Podio         | Podio               | Podio               |
| Campione         | Seconda       | Terza               |                     |
| ---------------- | ------------- | ------------------- | ------------------- |
| 1978 Dettagli    | Anorthōsīs    | Nea Salamis         | -                   |
| 1978-79 Dettagli | APOEL         | Anagennīsī Deryneia | -                   |
| 1979-80 Dettagli | APOEL         | Anagennīsī Deryneia | -                   |
| 1980-81 Dettagli | APOEL         | Nea Salamis         | -                   |
| 1981-82 Dettagli | Anorthōsīs    | APOEL               | -                   |
| 1982-83 Dettagli | APOEL         | Nea Salamis         | -                   |
| 1983-84 Dettagli | APOEL         | Anorthōsīs          | -                   |
| 1984-85 Dettagli | APOEL         | Anorthōsīs          | -                   |
| 1985-86 Dettagli | Anorthōsīs    | APOEL               | -                   |
| 1986-87 Dettagli | Anorthōsīs    | APOEL               | -                   |
| 1987-88 Dettagli | Anorthōsīs    | APOEL               | -                   |
| 1988-89 Dettagli | Anorthōsīs    | APOEL               | -                   |
| 1989-90 Dettagli | Nea Salamis   | Anorthōsīs          | -                   |
| 1990-91 Dettagli | Nea Salamis   | Anorthōsīs          | -                   |
| 1991-92 Dettagli | Pafiakos      | Anorthōsīs          | -                   |
| 1992-93 Dettagli | Anorthōsīs    | Pafiakos            | -                   |
| 1993-94 Dettagli | Anorthōsīs    | Nea Salamis         | -                   |
| 1994-95 Dettagli | Anorthōsīs    | Pafiakos            | -                   |
| 1995-96 Dettagli | Anorthōsīs    | Pafiakos            | -                   |
| 1996-97 Dettagli | Anorthōsīs    | Paralimni           | -                   |
| 1997-98 Dettagli | Nea Salamis   | Omonia              | -                   |
| 1998-99 Dettagli | Nea Salamis   | Pafiakos            | -                   |
| 1999-00 Dettagli | Nea Salamis   | Pafiakos            | -                   |
| 2000-01 Dettagli | Nea Salamis   | Anorthōsīs          | -                   |
| 2001-02 Dettagli | Nea Salamis   | Pafiakos            | -                   |
| 2002-03 Dettagli | Nea Salamis   | Pafiakos            | -                   |
| 2003-04 Dettagli | Pafiakos      | Nea Salamis         | -                   |
| 2004-05 Dettagli | Anorthōsīs    | Dioniso Stroubiu    | -                   |
| 2005-06 Dettagli | Pafiakos      | Dioniso Stroubiu    | -                   |
| 2006-07 Dettagli | Anorthōsīs    | Pafiakos            | -                   |
| 2007-08 Dettagli | Anorthōsīs    | Nea Salamis         | Pafiakos            |
| 2008-09 Dettagli | Anorthōsīs    | Pafiakos            | Omonia              |
| 2009-10 Dettagli | Anorthōsīs    | Karavas             | Nea Salamis         |
| 2010-11 Dettagli | Anorthōsīs    | Karavas             | Nea Salamis         |
| 2011-12 Dettagli | Karavas       | Anorthōsīs          | Nea Salamis         |
| 2012-13 Dettagli | Nea Salamis   | Anorthōsīs          | Karavas             |
| 2013-14 Dettagli | Anorthōsīs    | Omonia              | Anagennīsī Deryneia |
| 2014-15 Dettagli | Omonia        | Karavas             | Anorthōsīs          |
| 2015-16 Dettagli | Omonia        | Pafiakos            | Karavas             |
| 2016-17 Dettagli | Omonia        | Pafiakos            | Nea Salamis         |
| 2017-18 Dettagli | Pafiakos      | Omonia              | Nea Salamis         |
| 2018-19 Dettagli | Omonia        | Pafiakos            | APOEL               |
| 2019-20 Dettagli | Non assegnato | Non assegnato       | Non assegnato       |
| 2020-21 Dettagli | Omonia        | Pafiakos            | Anorthōsīs          |
| 2021-22 Dettagli | Omonia        | Pafiakos            | Anorthōsīs          |
| 2022-23 Dettagli | Omonia        | APOEL               | Pafiakos            |
| 2023-24 Dettagli | Omonia        | Pafiakos            | Nea Salamis         |

## Palmarès
| Squadra     | Titolo | Stagione |
| ----------- | ------ | --- |
| Anorthōsīs  | 18     | 1978, 1981-82, 1985-86, 1986-87, 1987-88, 1988-89, 1992-93, 1993-94, 1994-95, 1995-96, 1996-97, 2004-05, 2006-07, 2007-08, 2008-09, 2009-10, 2010-11, 2013-14 |
| Nea Salamis | 9      | 1989-90, 1990-91, 1997-98, 1998-99, 1999-00, 2000-01, 2001-02, 2002-03, 2012-13                                                                               |
| Omonia      | 8      | 2014-15, 2015-16, 2016-17, 2018-19, 2020-21, 2021-22, 2022-23, 2023-24                                                                                        |
| APOEL       | 6      | 1978-79, 1979-80, 1980-81, 1982-83, 1983-84, 1984-85 |
| Pafiakos    | 4      | 1991-92, 2003-04, 2005-06, 2017-18 |
| Karavas     | 1      | 2011-12 |